# Congettura di von Neumann
In matematica, la congettura di von Neumann sosteneva che un gruppo topologico G non è amenabile se e solo se G contiene un sottogruppo che è un gruppo libero su due generatori. La congettura è stata smentita nel 1980.

## Storia
Nel 1929, durante il suo lavoro pionieristico sul paradosso di Banach-Tarski, John von Neumann ha dimostrato che nessun gruppo amenabile contiene un sottogruppo libero di rango 2. La somiglianza superficiale all'alternativa di Tits per i gruppi di matrici suggeriva che fosse vero il contrario (che ogni gruppo che non è amenabile contenesse un sottogruppo libero su due generatori). Anche se il nome di von Neumann è comunemente messo in relazione alla congettura di cui è vero il contrario, la sua prima formulazione scritta è attribuita a Mahlon Day nel 1957.
L'alternativa di Tits è un teorema fondamentale che, in particolare, limita la congettura all'interno della classe dei gruppi lineari.
Il primo potenziale controesempio storicamente è il gruppo F di Thompson. Mentre la sua amenabilità è un problema aperto, la congettura generale è stata confutata nel 1980 da Alexander Ol'shanskii; dimostrò che i gruppi mostri di Tarski, costruiti da lui, dei quali si evidenzia facilmente non avere sottogruppi liberi di rango 2, non sono amenabili. Due anni dopo, Sergei Adian ha dimostrato che alcuni gruppi di Burnside sono anche controesempi. Nessuno di questi controesempi è una presentazione di un gruppo e per alcuni anni si è ritenuto possibile che la congettura fosse valida per gruppi finitamente presentati. Tuttavia, nel 2003, Alexander Ol'shanskii e Mark Sapir hanno mostrato un insieme di gruppi finitamente presentati che non soddisfano la congettura.
Nel 2013, Nicolas Monod ha trovato un facile gruppo di controesempio alla congettura. Dato da omomorfismi proiettivi a tratti, il gruppo è notevolmente semplice da comprendere. Anche se non è amenabile, condivide molte proprietà conosciute di gruppi amenabili in modo semplice. Nel 2013, Yash Lodha e Justin Tatch Moore hanno isolato un sottogruppo non amenabile costituito da una presentazione finita del gruppo di Monod. Questo fornisce il primo controesempio finito privo di torsione e ammette una presentazione con 3 generatori e 9 relazioni. Lodha in seguito ha dimostrato che questo gruppo soddisfa la proprietà {\displaystyle F_{\infty }}, che è una proprietà di finitezza più forte.